# Mieres (kommun i Asturien)
Mieres är en kommun i Spanien. Den ligger i den autonoma regionen Asturien i nordvästra delen av landet, 400 km nordväst om huvudstaden Madrid. Antalet invånare är 36 132 (2024). Arean är 146,04 kvadratkilometer. Mieres gränsar till Lena, Riosa, Morcín, La Ribera, Oviedo, Langreo, San Martín del Rey Aurelio, Laviana och Aller. 
Terrängen i Mieres är kuperad.